# Лонгарина
Лонгарина — продольный элемент рамы временной деревянной крепи горной выработки при строительстве шахт, тоннелей, метрополитенов и других подземных сооружений. В наземном строительстве эквивалентный элемент называют прогоном. 
Представляет собой толстое бревно, укладываемое на штендеры и поддерживаемое стойками. Лонгарины и стойки раскрепляют распорами, называемыми иногда рошпанами. Вся эта система составляет унтерцуг.